# P.O.D.
P.O.D. (сокращение от Payable on Death) — американская христианская рок-группа из города Сан-Диего, Калифорния. Неоднократно номинирована на премию Грэмми. Работает в стилях рэп-метал, ню-метал, альтернативный метал, христианский метал, добавляя элементы рэгги.
Название группы — аббревиатура от «Payable On Death» («Выплата в случае смерти»). «Payable on Death» — это банковский термин, но группа метафорично переносит его на образ Иисуса Христа, который искупил грехи всего человечества. Альбомы P.O.D. были проданы в общей сложности в количестве более 13 миллионов копий по всему миру.

## История группы
Группа выпустила 3 независимых альбома — Snuff The Punk в 1994, Brown в 1996 и Live в 1997 году. Они были записаны на лейбле «Rescue Records», который принадлежал отцу барабанщика, В 1999 году P.O.D. выпускают The Warriors EP под лейблом Tooth & Nail.
В 1999 году группа подписывает контракт с Atlantic Records. В 1999 году группа выпускает свой дебютный альбом The Fundamental Elements Of Southtown. Продюсером альбома стал Говард Бэнсон (Howard Benson). Самыми яркими хитами стали «Southtown» и «Rock The Party» («Off The Hook»). Второй же стал одним из самых популярных клубных хитов того года.
В 2000 году P.O.D. попали в список «Людей Года» («People of The Year») журнала «Rolling Stone», а их альбом стал платиновым. Вторым по счёту стал альбом Satellite. Он появился на свет весной 2001 года. Первый сингл с альбома, «Alive», появился, чтобы стать одним из самых популярных видео года на MTV и MTV2. Популярность видео, так же как позитивное послание песни, помогли ей завоевать огромную популярность на радио. Второй сингл с альбома, Youth of the Nation, на который частично повлияли школьные перестрелки в Santana High School, Columbine High School и Granite Hills High School. За текст к песне Сони Сандовал попал в «Зал славы рок-н-ролла» в комнату поэтов, и его восковая фигурка находится рядом с Джимом Моррисоном (The Doors) и Бобом Диланом. На этом победоносное шествие альбома не было закончено. В 2003 году за композицию «Portrait», группа получила ещё одну награду Best Metal Performance 2003. В результате, альбом оказался даже более удачным предыдущего релиза и стал трижды платиновым.
Песни P.O.D. можно услышать в таких фильмах как «Any Given Sunday», «Ready To Rumble», «Tomb Raider 2», «Одиночка», «Ведьма Из Блэр 2: Книга Теней», «Grind» (в русском переводе известен как «Скейтбордисты»), «Little Nicky» (в российском прокате фильм называется «Никки, Дьявол Младший») и второй части «Матрицы» — «The Matrix: Reloaded», а также в фильме «Here Comes the Boom»(Толстяк на ринге). На песни «School Of Hard Knocks» к «Little Nicky» и «Sleeping Awake» к «Матрице 2» были сняты клипы.
18 февраля 2003 года группу покидает гитарист Маркус Кьюрел и создаёт группу The Accident Experiment, его заменил Джейсон Траби.
Следующий альбом P.O.D. вышел 4 ноября 2003 года под именем Payable On Death. В 2006 выходит их очередной альбом, который получает название Testify. Такие песни как «Goodbye For Now», «On The Grind» быстро стали хитами и возглавили высшие позиции большинства мировых чартов.
В 2006-м в группу вернулся их старый гитарист Кьюрел. Новый альбом — When Angels & Serpents Dance — вышел 8 апреля 2008 года. Этот альбом стал более лиричным. Также группа записала песню «Booyaka 619» для рестлера Рея Мистерио.
16 апреля 2012 выходит сингл «Lost In Forever» с запланированного альбома «Murdered Love». 10 июля 2012 года, на месяц позже запланированной даты, группа выпустила обещанный альбом. Продюсером альбома стал небезызвестный Говард Бэнсон.
В октябре 2013 года P.O.D. совместно с Drowning Pool провели турне по России, Белоруссии и Украине. Среди посещённых городов оказались Екатеринбург, Новосибирск, Омск, Красноярск, Санкт-Петербург, Минск, Киев, Краснодар, Ростов-на-Дону, Воронеж и Москва
4 октября 2019 года вышел совместный клип российского рэпера Noize MC и Сони Сандовала Chasing the horizon.

## Состав
- Sonny (Пол Сандовал) — вокал, рэпер
- Marcos (Маркос Кьюрел) — гитара
- Traa (Марк Траа Дэниэлс) — бас-гитара
- Wuv (Ноа Бернардо Младший) — ударные, акустическая гитара

### Гастрольные музыканты
- Тим Паче (англ. Tim Pacheco) — бэк-вокал, перкуссия, клавишные (2006 Warriors Tour 2)
- Луис Кастильйо (англ. Luis Castillo) — клавишные, бэк-вокал, перкуссия (2011-настоящее время)

### Бывшие участники группы
- Гэйб Портилло (англ. Gabe Portillo) — бас-гитара (1992—1994)
- Джейсон Траби (англ. Jason Truby) — гитара, бэк-вокал (2003—2006)

В студии или во время выступлений в составе группы обычно играет сессионный диджей, но место основного диджея в группе пока ни за кем не закреплено.

## Дискография
- Snuff the Punk (1994)
- Brown (1996)
- The Fundamental Elements of Southtown (1999)
- Satellite (2001)
- Payable on Death (2003)
- Testify (2006)
- Greatest Hits: The Atlantic Years (2006)
- When Angels & Serpents Dance (2008)
- Murdered Love (2012)
- SoCal Sessions (2014)
- The Awakening (2015)
- Circles (2018)
- Veritas (2024)